# پاسکاشییا
پاسکاشییا (به صربی: Paskašija) یک منطقهٔ مسکونی در صربستان است که در دیمیتروگراد واقع شده‌است. پاسکاشییا ۱۱ نفر جمعیت دارد.